# Fahne und Wappen des Kantons und der Stadt Bern
Die Wappen und Fahnen des Kantons, des Amtsbezirks und der Stadt Bern sind identisch und zeigen als redendes Wappen einen in goldener Strasse aufwärtsschreitenden Bären als Wappenfigur.

## Blasonierungen
Die amtliche Blasonierung von 1944 lautet: In Rot ein goldener Rechtsschrägbalken, belegt mit einem schreitenden schwarzen Bären mit roten Krallen.
Dasselbe Wappen wird für den Amtsbezirk Bern in der Verordnung von 2016 leicht ausführlicher beschrieben: In Rot ein goldener Schrägbalken, belegt mit einem schreitenden rot bewehrten, bezungten und gezoteten schwarzen Bären.
Eine weitere gebräuchliche Blasonierung bei Mühlemann (1977) erwähnt Zunge und Krallen, nicht aber das Geschlecht:  In Rot ein goldener Schrägbalken, belegt mit einem rotbewehrten schwarzen Bären mit roter Zunge.
Es gilt als selbstverständlich, dass der Bär männlich sein muss und dass sein geöffneter Rachen mit der ausgeschlagenen Zunge die Wehrhaftigkeit zu betonen hat.
Das Wappen des Kantons Bern trägt eine Souveränitätskrone, das Wappen der Stadt Bern eine Mauerkrone. Das Wappen des ehemaligen Amtsbezirks Bern erschien ohne Beizeichen.

### Farben

Die Berner Standesfarben Rot und Schwarz können auch als Hängeflagge eingesetzt werden

Die Standesfarben sind Rot und Schwarz. Gelb (bzw. Gold) gehört nicht zu den Berner Standesfarben.
Das von der Staatskanzlei des Kantons Bern verfasste und für die Kantonsverwaltung geltende «Erscheinungsbild des Kantons Bern» definiert das Rot wie folgt:
- CMYK (Vierfarbendruck): C0 / M100 / Y100 / K0
- Pantone: Pantone 032 C oder U

## Geschichte

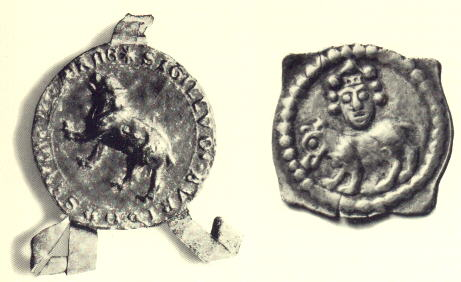
Links Berner Stadtsiegel von 1224, rechts Münze

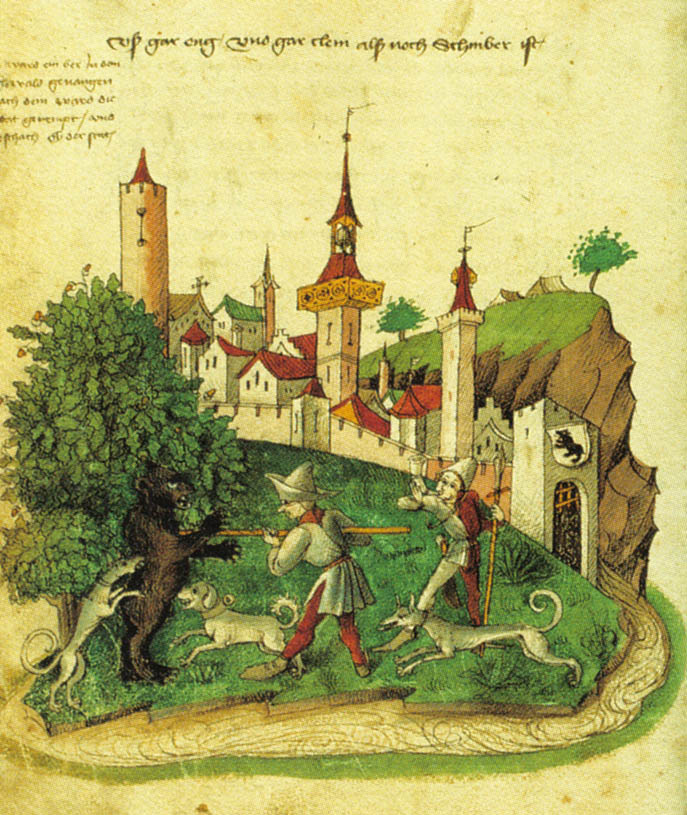
Abbildung der Berner Bärenjagd aus der Tschachtlanchronik, ursprüngliches Wappen über dem Stadttor

Die älteste bekannte Darstellung eines Bären als Emblem der Stadt Bern ist das Stadtsiegel von 1224, das einen heraldisch nach rechts aufwärtsschreitenden Bären mit erhobener linker Vordertatze zeigt. Aus dem Jahr 1228 haben sich Münzen erhalten. Als älteste erhaltene farbige Darstellung des heutigen Wappens gilt ein Setzschild aus dem späten 14. Jahrhundert. Bern wurde den Stadtchroniken zufolge 1191 von Herzog Berthold V. von Zähringen gegründet. Nach der Gründungslegende soll er die Stadt nach dem ersten bei der Jagd im Gebiet der zukünftigen Stadt erlegten Tier – einem Bären – benannt haben. Daher stamme der Bär als Wappentier. Heraldisch gesehen ist das Berner Wappen ein sogenannt redendes Wappen, ein Wappen also, welches den zugehörigen Namen illustriert.

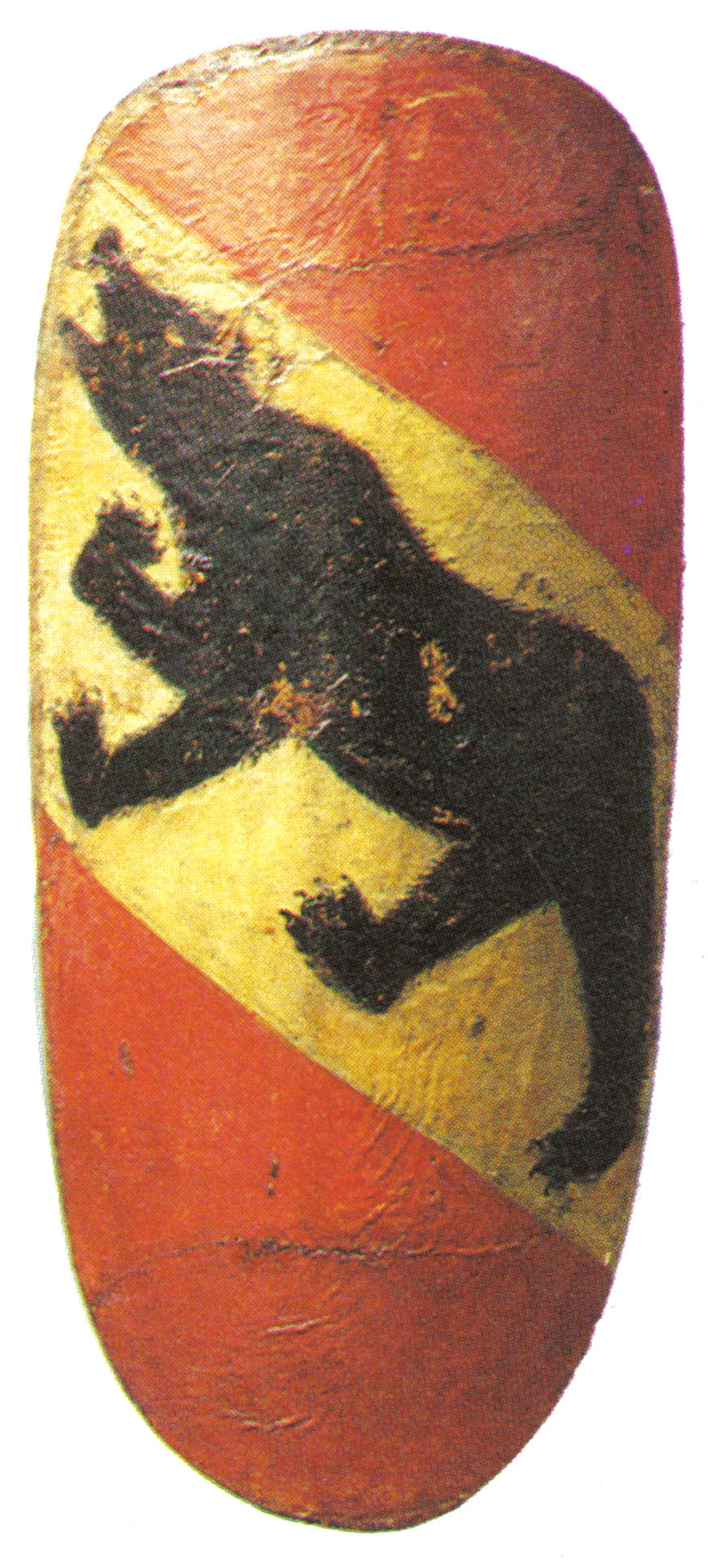
Älteste erhaltene farbige Darstellung des heutigen Wappens, Setzschild aus dem 14. Jahrhundert

Militärfahne der Stadt und Republik Bern.

Die heraldischen Farben des Wappens (und des Banners) sind erstmals im 14. Jahrhundert direkt belegbar.
Laut dem Chronisten Conrad Justinger (um 1420) bestand das Wappen der Stadt Bern im 13. Jahrhundert aus einem schwarzen, nach (heraldisch) rechts aufwärts schreitenden Bären auf weissem (silbernem) Hintergrund. Die späteren Chronisten Bendicht Tschachtlan und Heinrich Dittlinger  (beide um 1470) übernahmen dies in ihren Chroniken. Justinger führte die Änderung der Farben auf die von den Bernern verlorene Schlacht bei der Schosshalde von 1289 zurück, in der ein Berner ein Stück des von den Feinden eroberten Banners gerettet haben soll, das darauf abgeändert worden sei.
Die Chronisten des 16. Jahrhunderts haben die Änderung auf zwei verschiedene Arten erklärt. Nach Valerius Anshelm (um 1510) soll die Änderung auf Befehl des siegreichen Herzogs Rudolf II von Österreich erfolgt sein, nach Aegidius Tschudi (um 1536) dagegen geht die rote Farbe auf das Blut, mit dem das Banner befleckt gewesen sein soll, zurück und zeigte nun einen Bären auf rotem Grund, nach Johannes Stumpf (1548) vorerst noch mit silberner Strasse, die später als Zeichen der Freiheit (Bern erlangte 1274 die Reichsfreiheit) in eine goldene geändert (d. h. gebessert) worden sei.
Die älteste Beschreibung des heutigen Berner Wappens liefert das in der Justingerchronik erhaltene sogenannten Guglerlied von ca. 1375; dort heisst es in der Anfangsstrophe:
Berner waffen ist so snell

mit drin gevarwten stricken,

der ein ist rot, der mittel gel,

darinn stat unverblichen

ein ber gar swarz gemalet wol,

rot sind ihn die klauwen;

er ist swerzer denn ein kol;

pris er bejagen sol.
Spätestens von da an erfuhr das Wappen Berns keine Veränderung mehr. Mit der Trennung der Stadt Bern und des Kantons Bern 1831/32 wurde das Wappen der Stadt und Republik Bern zum Kantons- und Stadtwappen und 1944, als die Wappen der Amtsbezirke und Gemeinden des Kantons Bern festgelegt wurden, auch zum Wappen des Amtsbezirks Bern.
Die Farben Rot und Gelb (heraldisch: Gold) kommen auch im Wappen der Herzöge von Zähringen vor. Die Zähringerstädte Bräunlingen, Neuenburg am Rhein und Rheinfelden führen ebenfalls diese „zähringischen“ oder „badischen“ Farben im Wappen. Allerdings ist nicht zu belegen, dass diese Farben in direktem Zusammenhang mit dem Wappen der Stadt und des Kantons Bern stehen: So existieren auch Zähringerstädte, in deren Wappen die Farben Rot und Gelb nicht vorkommen, wie Burgdorf, Freiburg im Breisgau, Freiburg im Üechtland und andere.
Die bernische Militärfahne des Ancien Régimes, die oft neben oder anstelle der Kantonsfahne angetroffen wird, zeigt ein durchgehendes weisses Kreuz auf einem in den Livreefarben rot und schwarz geflammten Hintergrund. Diese Fahne wurde 1703 bei den bernischen Milizen Ordonnanz. Ihre Verwendung innerhalb des Militärs wurde mit dem Aufkommen der Schweizerfahne nach und nach eingeschränkt und schliesslich 1865 auch bei den letzten Einheiten der Landwehr eingestellt. Die Burgergemeinde Bern führt die geflammte Fahne als offizielles Banner.
Das Berner Wappen ist in seiner älteren Form ebenfalls das Wappen der 1710 vom Berner Patrizier Christoph von Graffenried gegründeten Stadt New Bern in North Carolina in den Vereinigten Staaten von Amerika. Ausserdem trägt der Eishockey-Klub SC Bern die Farben und den Kopf des Bären im Logo.

## Bildergalerie

### Historische Darstellungen

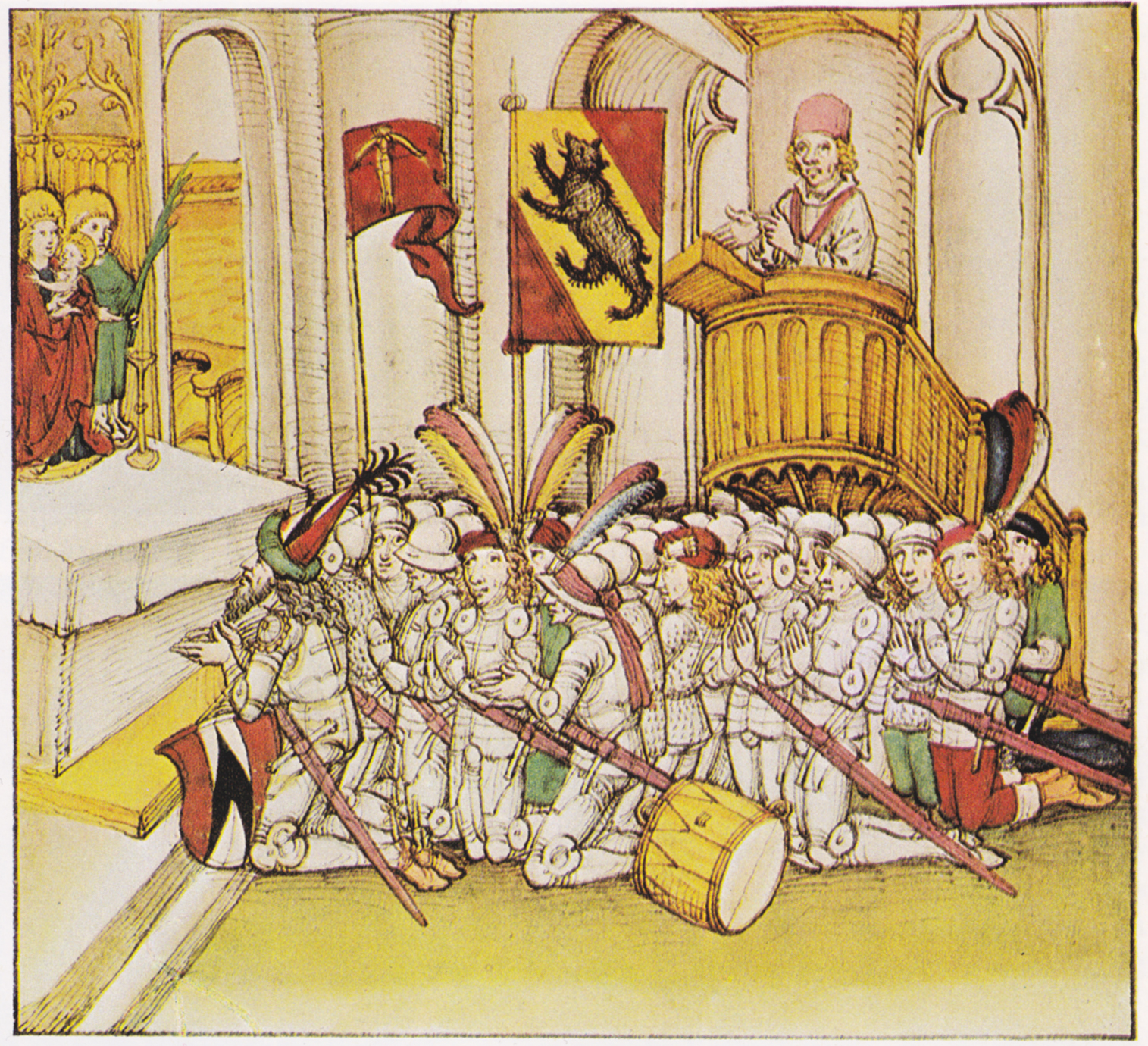
Berner Banner in der Spiezer Chronik (1485)
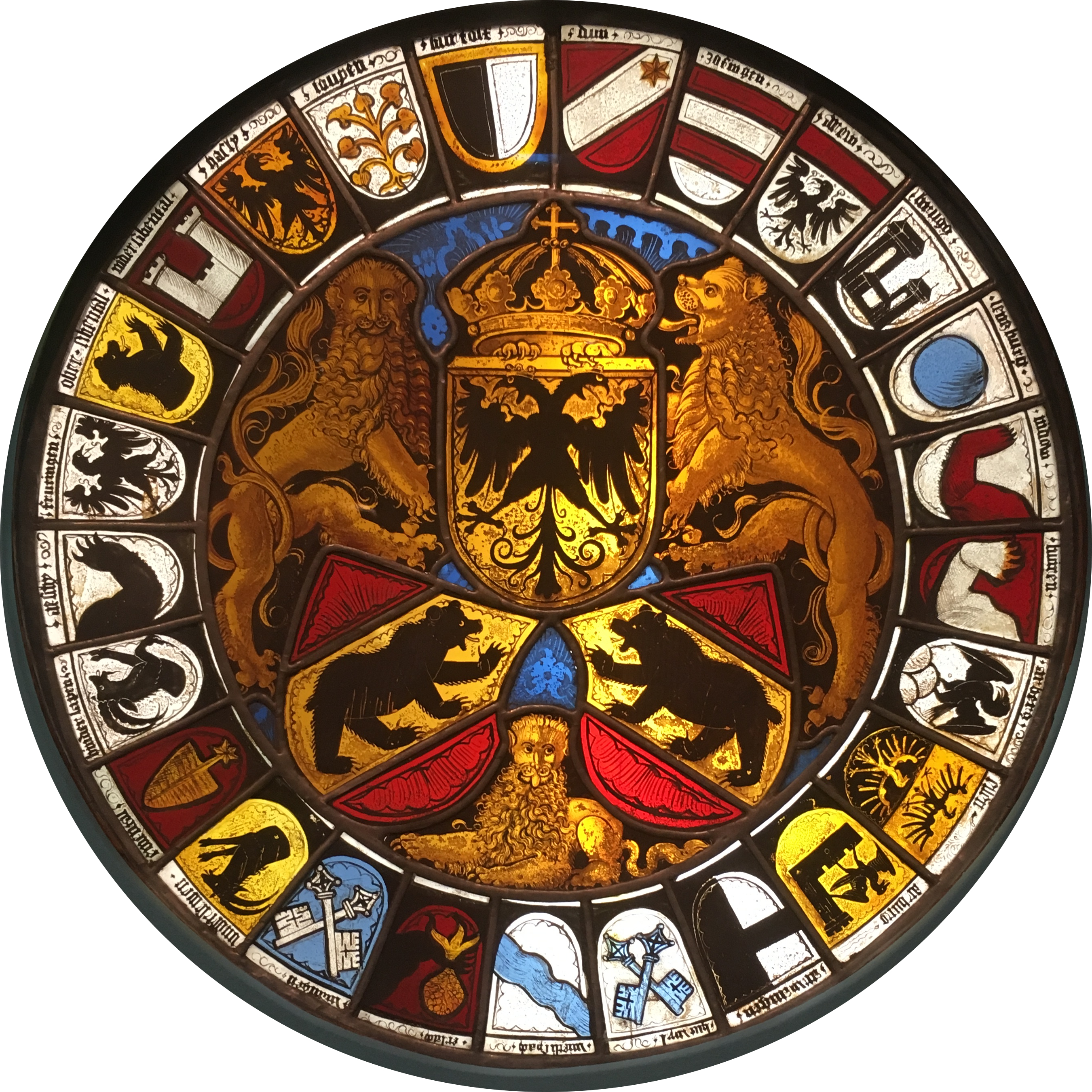
Berner Ämterscheibe (mit 25 Ämterwappen), um 1495–1500, gestiftet an die Kirche St. Michael in Affoltern im Emmental
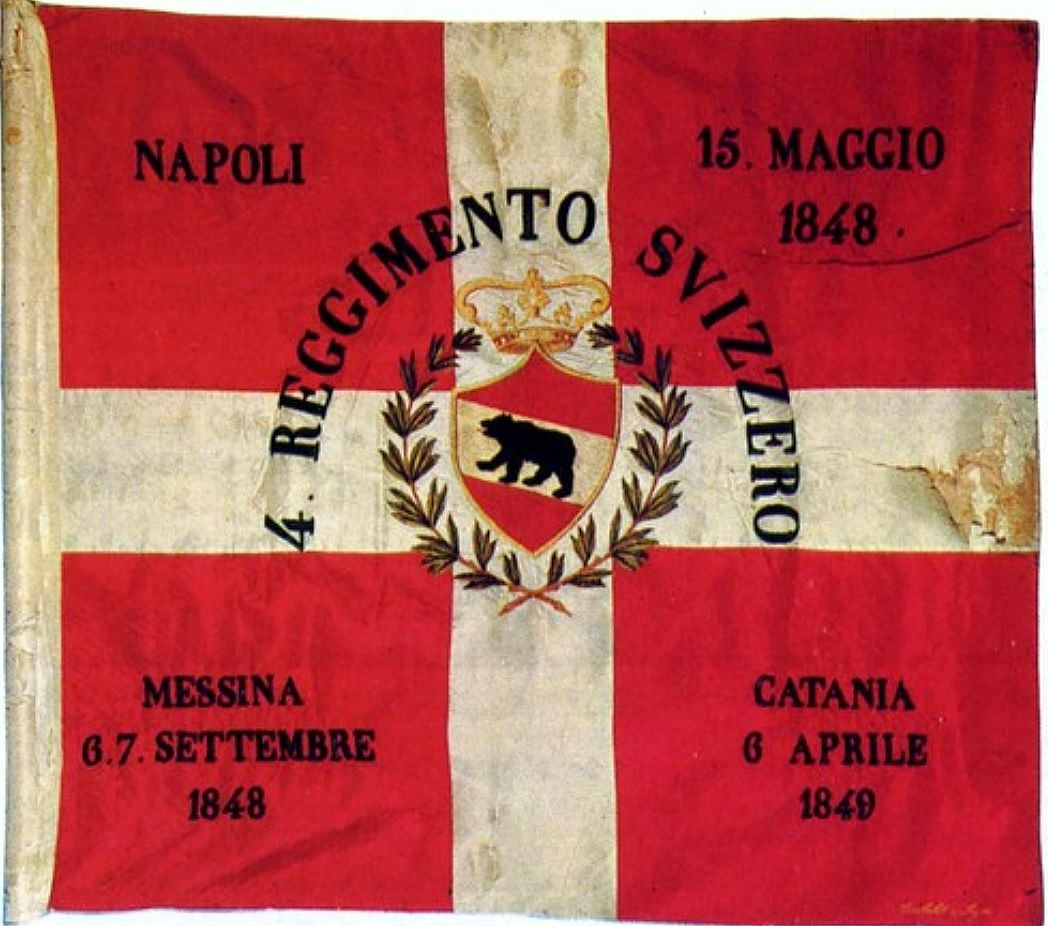
A-Seite der Flagge des 4. Schweizer Regiments in neapolitanischen Diensten (um 1848)

### Adaptionen des Berner Wappens und der Berner Fahne

Wappen von New Bern, North Carolina, Vereinigte Staaten (ohne rotes Gemächt)
Fahne von New Bern, North Carolina, Vereinigte Staaten (ohne rotes Gemächt)
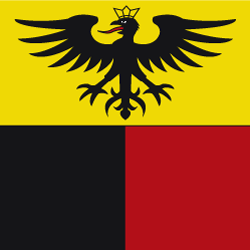
Fahne des Berner Oberlands
Gemeindewappen Ittigen, dieselben Farben zeigend
Logo des SC Bern